# Балтийский вокзал (Таллин)
Балтийский вокзал (эст. Balti jaam) — железнодорожный вокзал, расположенный в Таллине, Эстония. Находится в непосредственной близости от Старого города. Регистровый адрес: улица Тоомпуйестеэ, 37. В старых источниках встречается название Таллин-Балтийский.
У вокзала находится 12 железнодорожных путей.
Первыми остановками отправляющихся с вокзала поездов являются Лиллекюла (западное направление), Китсекюла (восточное направление) и Таллин-Вяйке (южное направление).
Балтийский вокзал является конечной станцией пригородных поездов и поездов дальнего следования. Рядом с вокзалом расположен автовокзал для пригородных автобусов, а также трамвайная, троллейбусная и автобусная остановки городского транспорта.

## Перроны
Балтийский вокзал располагает восемью низкими перронами:
- 1-я платформа между путями №1 и №2 – 150 м;
- 2-я площадка между путями № 2 и 3 – 400 м;
- 3-я площадка между путями №3 и №4 – 150 м;
- 4-я площадка между путями № 4 и 5 – 150 м;
- 5-я площадка между путями № 5 и 6 – 150 м;
- 6-я площадка между путями № 6 и 7 – 150 м;
- 7-я платформа между путями № 7 и 8 – 156 м;
- 8-я платформа между путями №8 и 9 - 75 м.

## История

### Строительство вокзала
Первый проект строительства железной дороги в Эстляндии был представлен министру финансов Российской империи по инициативе местного дворянства уже в 1862 году. Было запрошено строительство железнодорожной трассы Санкт-Петербург — Ревель— Балтийский Порт. После нескольких отказов со стороны государственных чиновников наконец было получено разрешение на строительство.

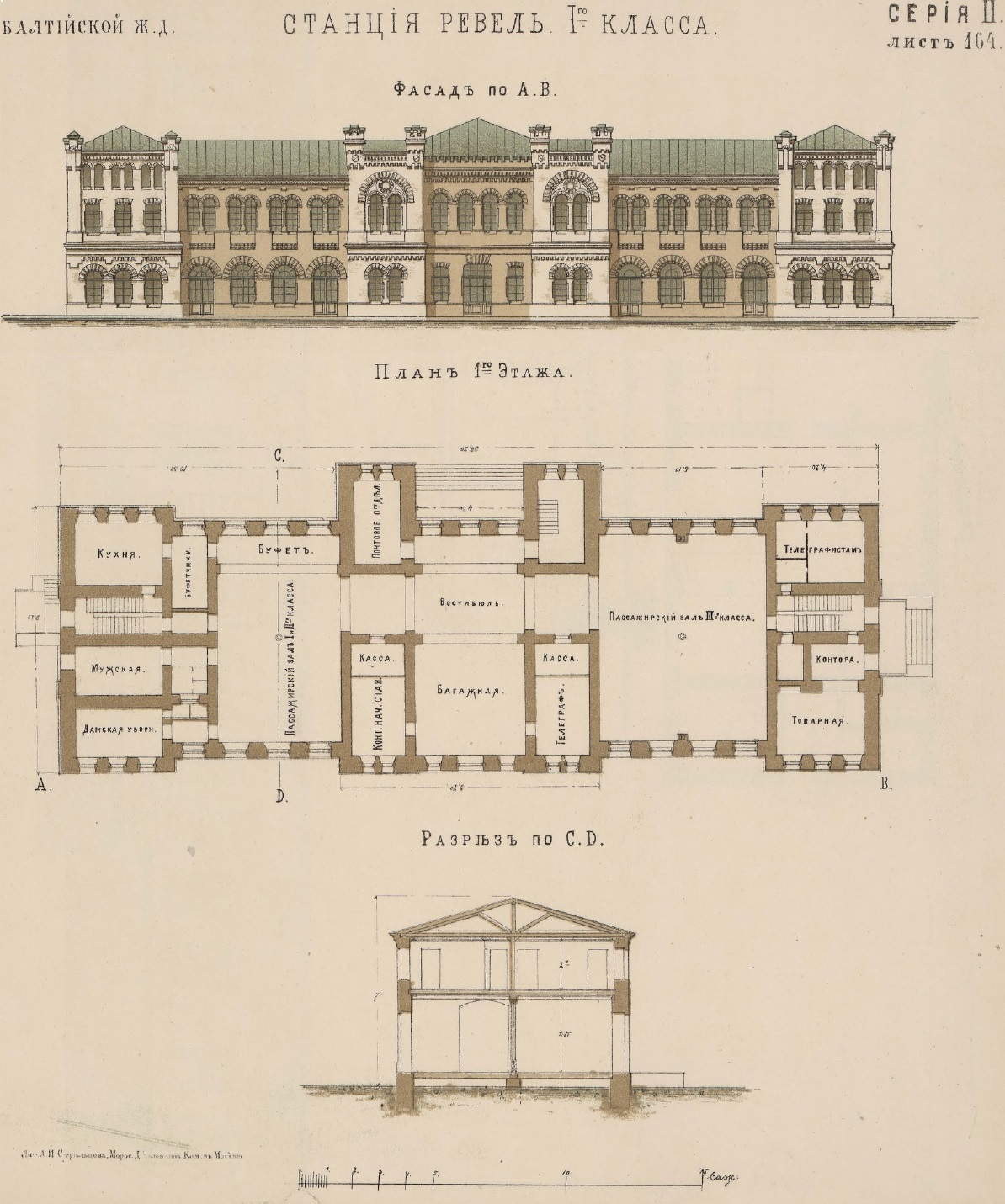
Чертёж здания вокзала

Здание Балтийского вокзала, спроектированное архитектором Отто Рудольфом фон Кнюпфером, был построен в 1870 году как главный вокзал на линии Балтийский Порт — Ревель — Санкт-Петербург. Вокзал был открыт 24 октября (5 ноября) 1870 года. Здесь заканчивалась железная дорога Балтийский Порт — Ревель, и начиналась дорога на Санкт-Петербург. Одновременно со строительством железной дороги заровняли ров и бастионы на месте нынешней Башенной площади.  Двухэтажное плитняковое здание Балтийского вокзала имело симметричный фасад. В том же стиле построено сохранившееся до наших дней здание вокзала Таллин-Вяйке.
В 1871 году был построен главный завод Балтийской железной дороги, который располагался напротив Балтийского вокзала. На заводе находилось депо для 12 локомотивов, склады и мастерские на улице Теллискиви. В 1873–1874 годах была построена мастерская и шестиместное депо для локомотивов, где теперь располагается цех для ремонта вагонов.
В 1880 году в деревянном доме, стоящем за Балтийским вокзалом, открыло свои двери железнодорожное училище, на сегодняшний день Таллинская транспортная школа.
В зданиях возле улицы Копли в настоящее время расположен рынок Балтийского вокзала, остальные занимает творческий городок Теллискиви.

### XX век
В 1923 году началась электрификация участка Таллин — Пяэскюла. Электропоезда на участке запустили 21 сентября 1924 года.
1 декабря 1924 года, во время Перводекабрьского восстания, вокзал был атакован отрядом Якоба Ваккера. В ходе штурма погиб подполковник Херманн Россляндер, руководивший операцией по освобождению(на стене здания вокзала находится мемориальная доска).
В 1928 году была построена платформа для пригородных поездов. Для участка Таллин — Нымме был открыт второй путь.
В 1930-е годы товарная станция была основана в Копли. На месте разрушенной станции были построены запасные пути для пассажирских вагонов.
Летом 1941 года, когда войска Красной армии покидали город, работники НКВД под руководством инженера Егорова подожгли здание вокзала. Одновременно с этим политрук Жуганов приказал уничтожить центральную телефонную станцию Балтийского вокзала. В последнюю очередь было подожжено здание почтового отделения.
Движение поездов на участке Таллин — Нымме было восстановлено 23 сентября 1944 года, через несколько дней поезда уже ходили до Кейла. Восстановление электрифицированного участка Таллин — Пяэскюла продлилось до 1946 года.
В 1945 году здание вокзала было частично восстановлено.
В 1946 году в бывшем паровозном депо на станции разместилось электродепо, обслуживавшее электропоезда. Летом 1962 года депо переехало на новую территорию в Пяэскюла. Депо находилось с северной стороны станции, в сентябре 1962 года оно было снесено, на его месте построены пассажирские платформы.
В 1962 году был построен просторный (площадью 386 м² и вместимостью 700 человек), хорошо освещенный арочными окнами сверху зал ожидания пригородных поездов. Интересной особенностью этого здания было то, что он был соединён с пешеходным туннелем проходящим под улицей Тоомпуйестеэ. В дальнейшем этот проход в здание был закрыт и о нём напоминает только широкая лестница ведущая из зала ожидания в подвал, занятый туалетными комнатами. На месте бывших железнодорожных линий за павильоном до 2022 года располагались торговые киоски и станция для автобусов, курсирующих на пригородных линиях. В 1997 году павильон для пассажиров пригородных поездов был взят под охрану как памятник архитектуры.
В октябре 1967 года было открыто полностью реконструированное здание вокзала. Старое здание вокзала было расширено и обрело фасады в стиле советского модернизма. В ходе перестройки внешний вид старого здания был изменен до неузнаваемости: окна были увеличены, декор убран, а крыша сделана пологой. На первом этаже были устроены два зала ожидания, билетные кассы, почтовые и прочие служебные помещения. На втором этаже находились ресторан, комнаты отдыха для матерей с детьми и транзитных пассажиров. О прежней архитектуре напоминают стены из плитняка в интерьере нового здания, а также планировка помещений со стороны платформ. Проект реконструкции был подготовлен Ленинградским научно-исследовательским институтом. Работы были проведены силами «Балттрансстроя».
4 октября 1980 года в 15:23 вблизи Балтийского вокзала по причине проезда на запрещающий сигнал произошло лобовое столкновение электропоездов ЭР2-1032 и ЭР1-122. В крушении погибли 9 человек, 46 пострадали.

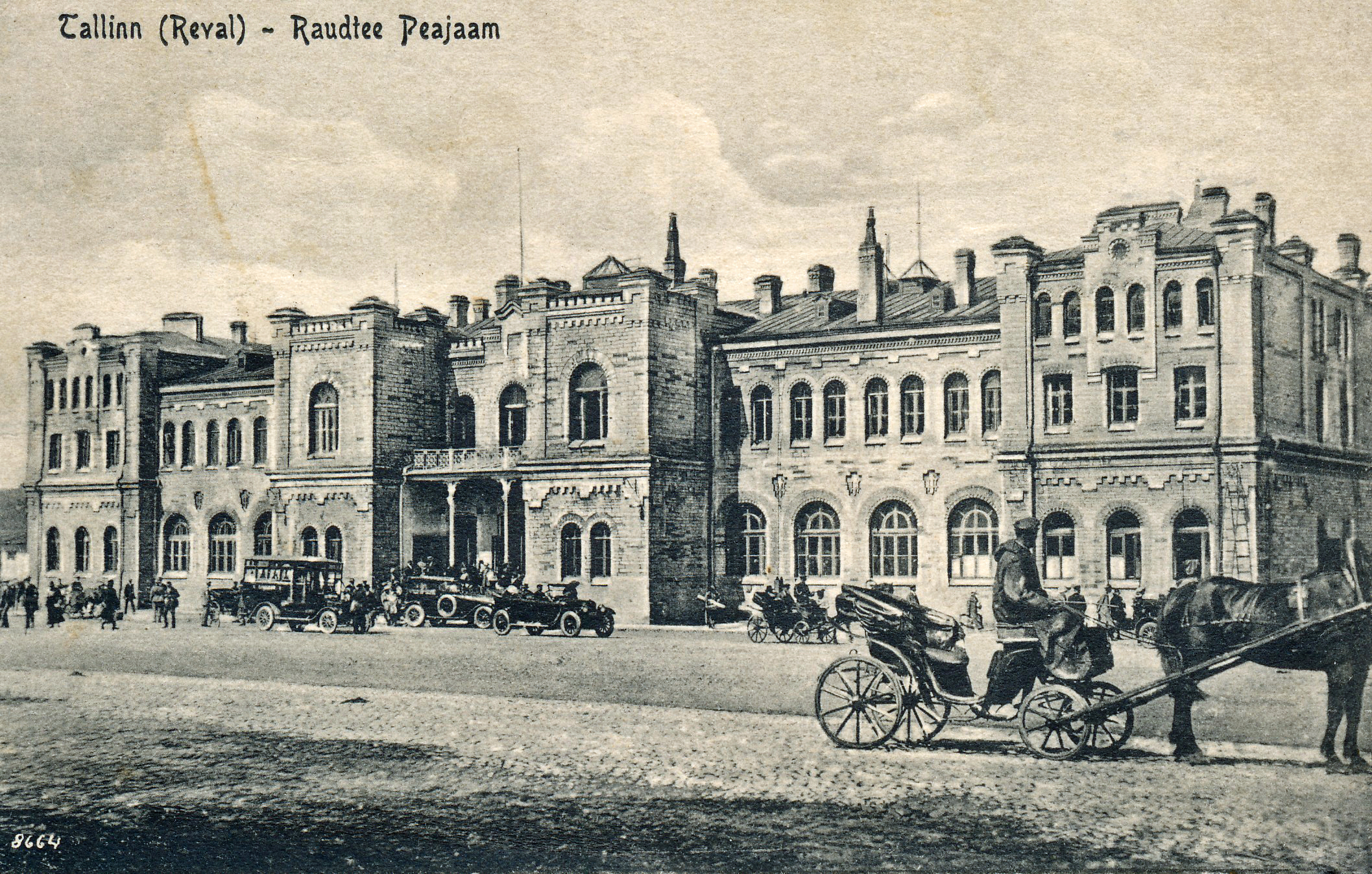
Главное здание Балтйиского вокзала в начале XX века
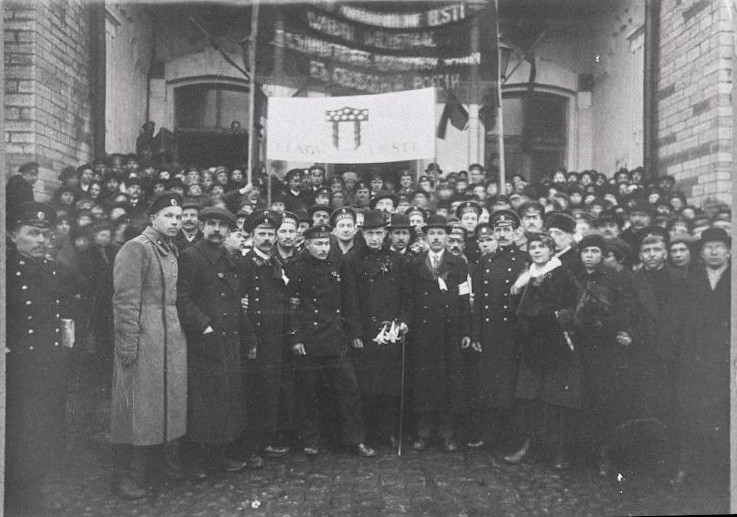
Встреча Керенского на Балтийском вокзале. Ревель, 22 апреля 1917 г.
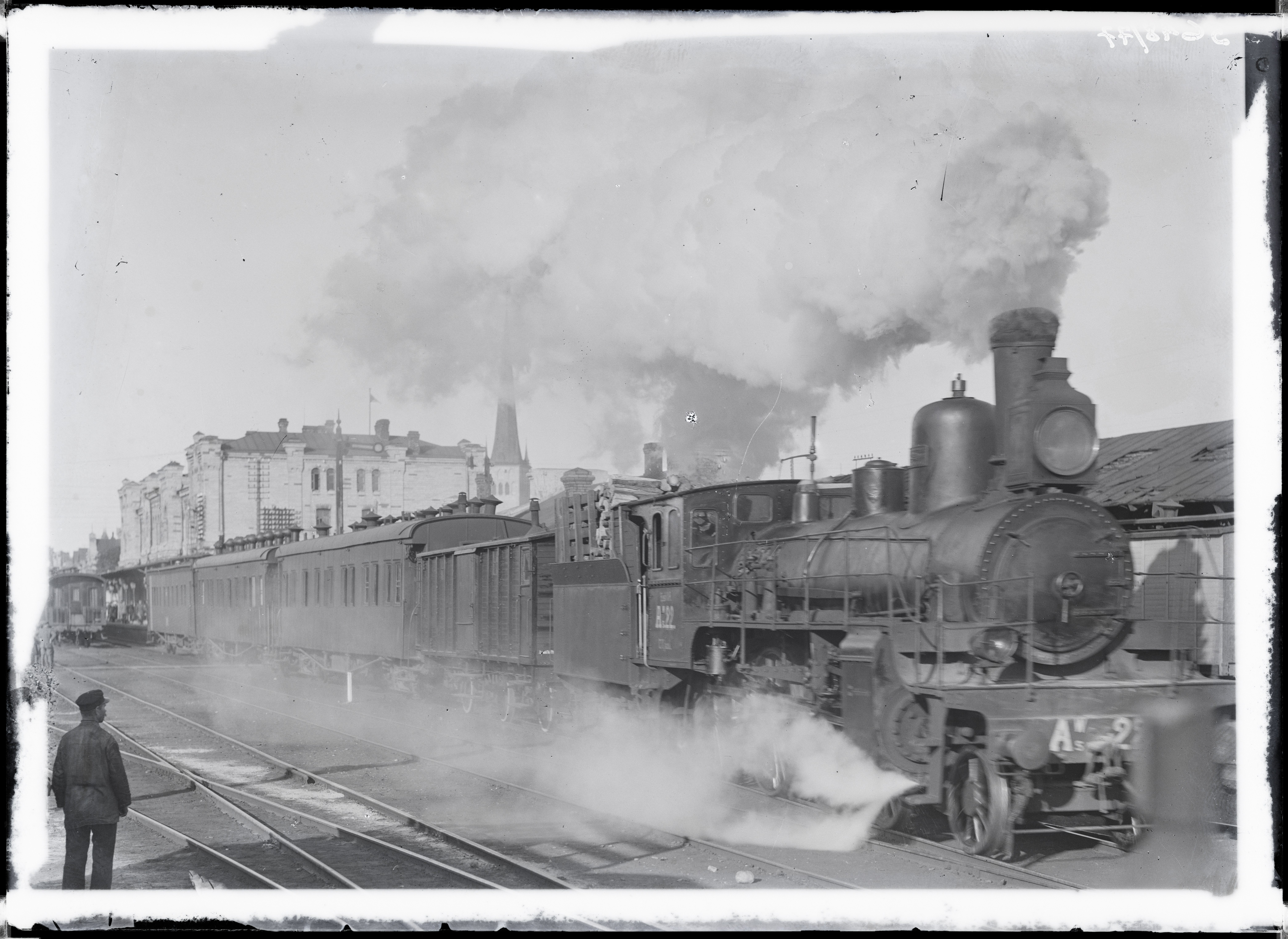
Балтийский вокзал в 1920-х
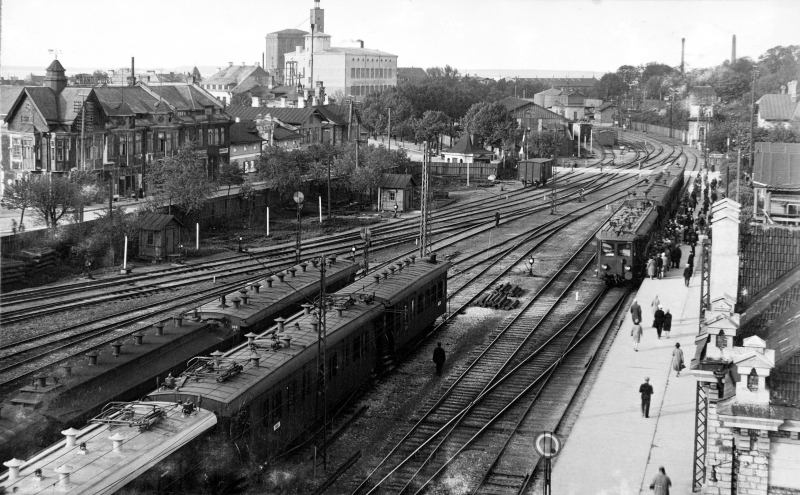
Пути Балтийского вокзала в 1920-х годах

### XXI век
В декабре 2012 года была закончена реконструкция перронов вокзала. В связи с прибытием новых поездов с низкой посадкой, высота перронов была значительно уменьшена.
В 2016 году павильон пригородных поездов для пассажиров был закрыт на реновацию. В ходе перестройки было восстановлено первоначальное его состояние, снесен металлический полуэтаж, построенный в 1990-х годах, в результате чего открылось взгляду вновь красивое пространство под куполом. Был приведен в порядок исторический бетонный пол, реновированы туалеты.
В 2021 году началась реконструкция вокзала. В ходе которой были построены 2 новых пути с платформами, а также были электрифицированы все существующие пути.
До 2022 года объявления о прибытии и отправлении поездов озвучивались помимо эстонского и на русском языке.

Балтийский вокзал в XXI веке
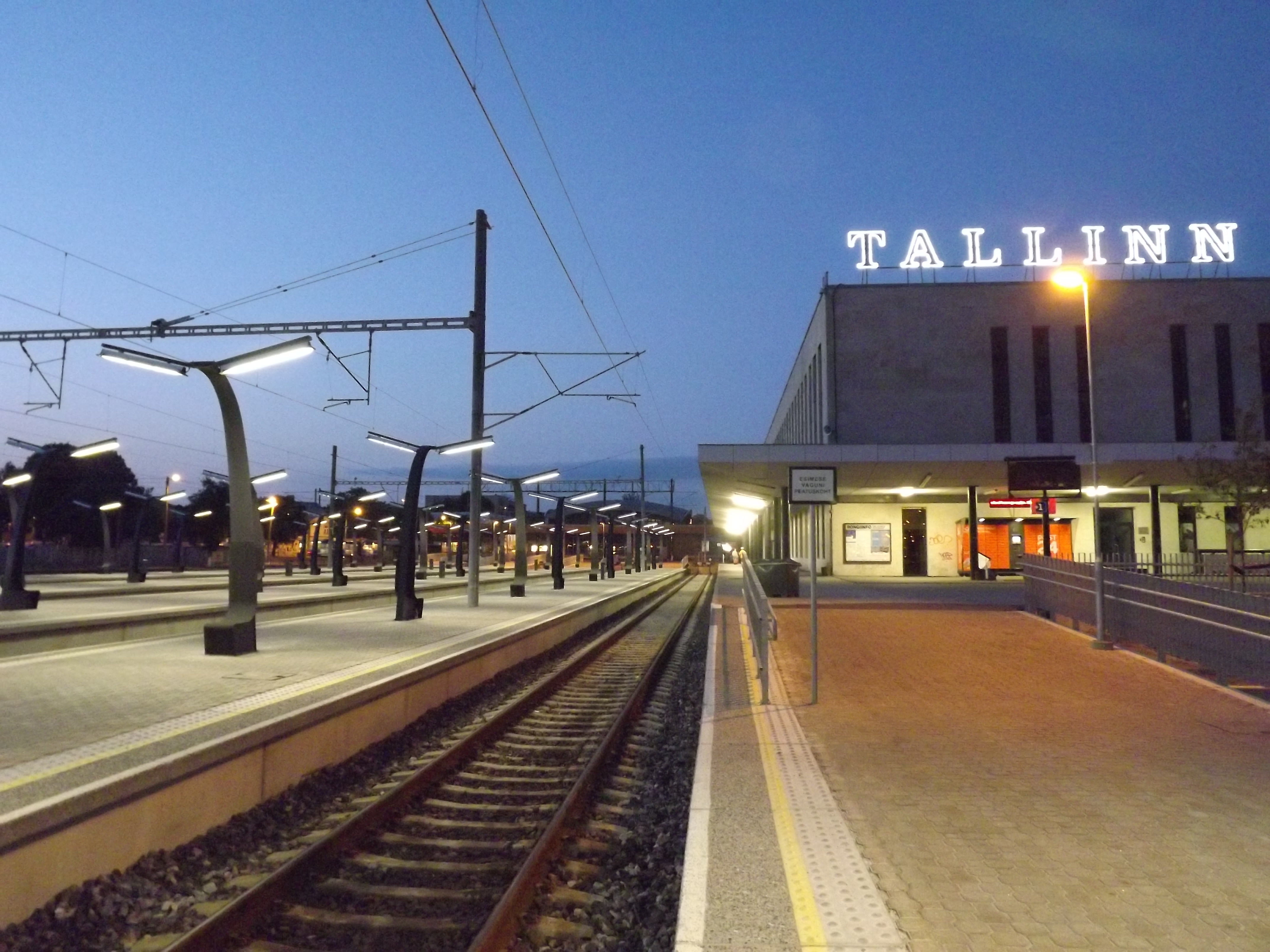
Здание вокзала и платформы, 2013 год
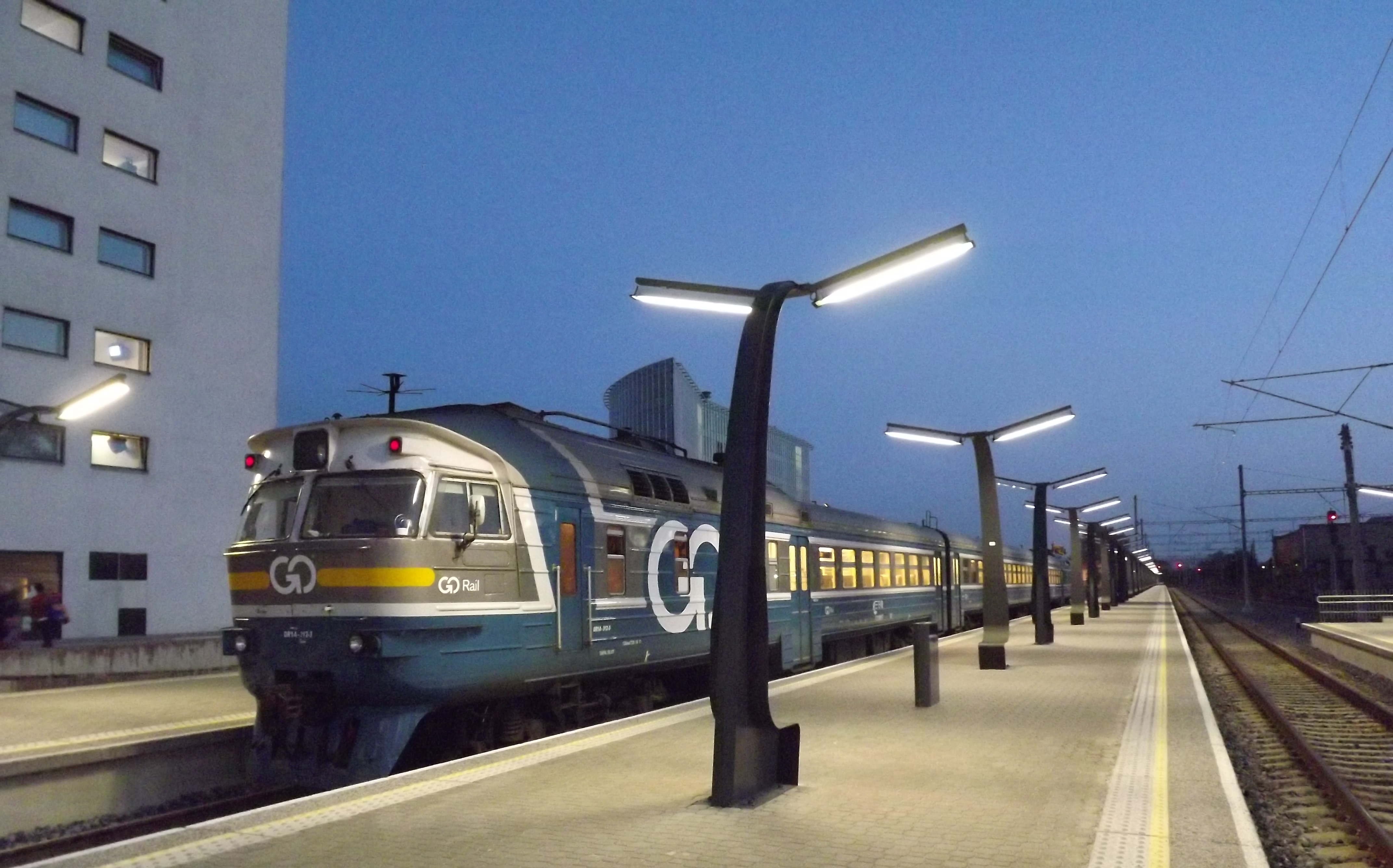
Поезд маршрута Санкт-Петербург — Таллин, 23 июля 2013 года
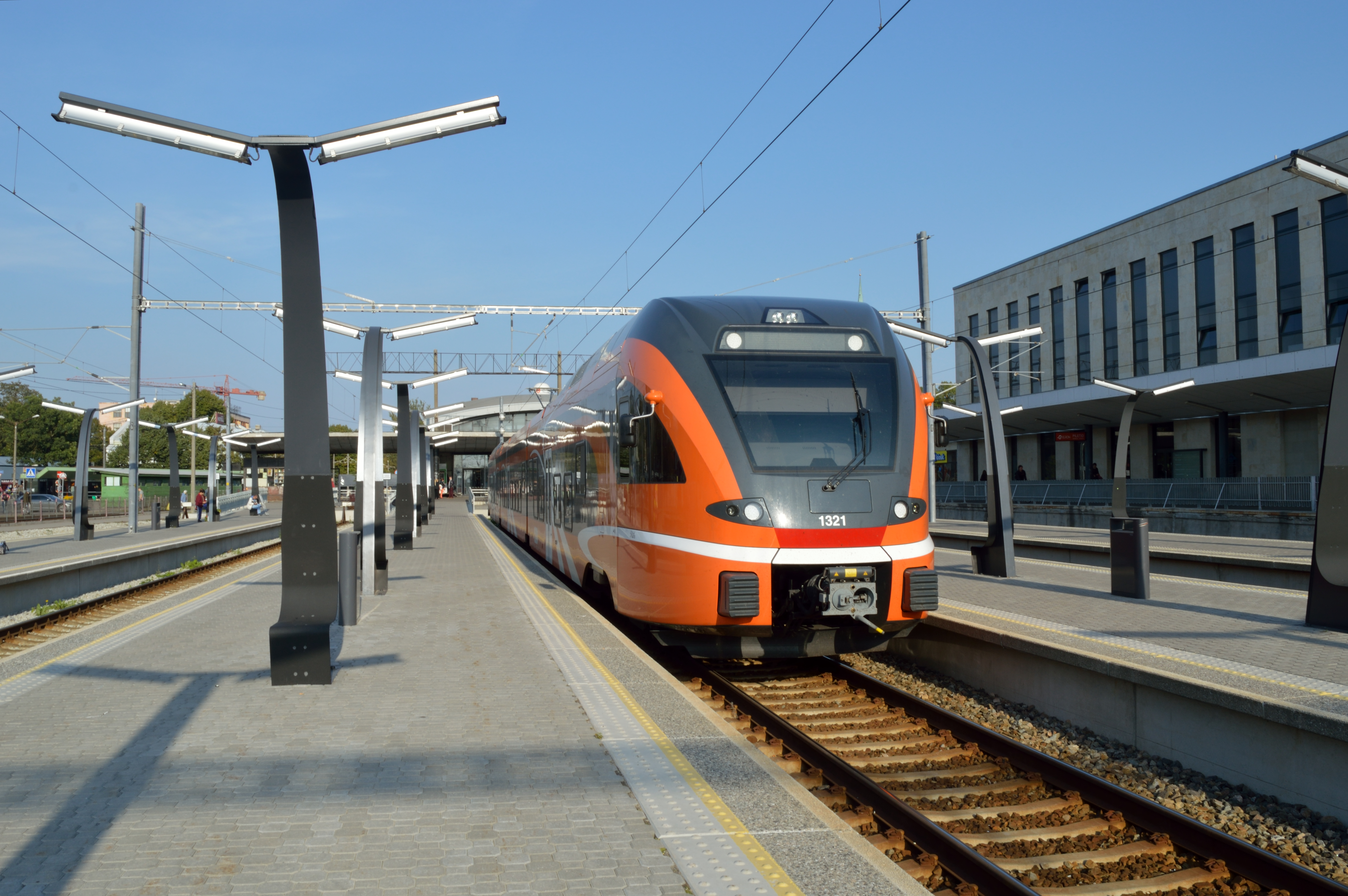
Пригородная электричка у вокзала, 2014 год
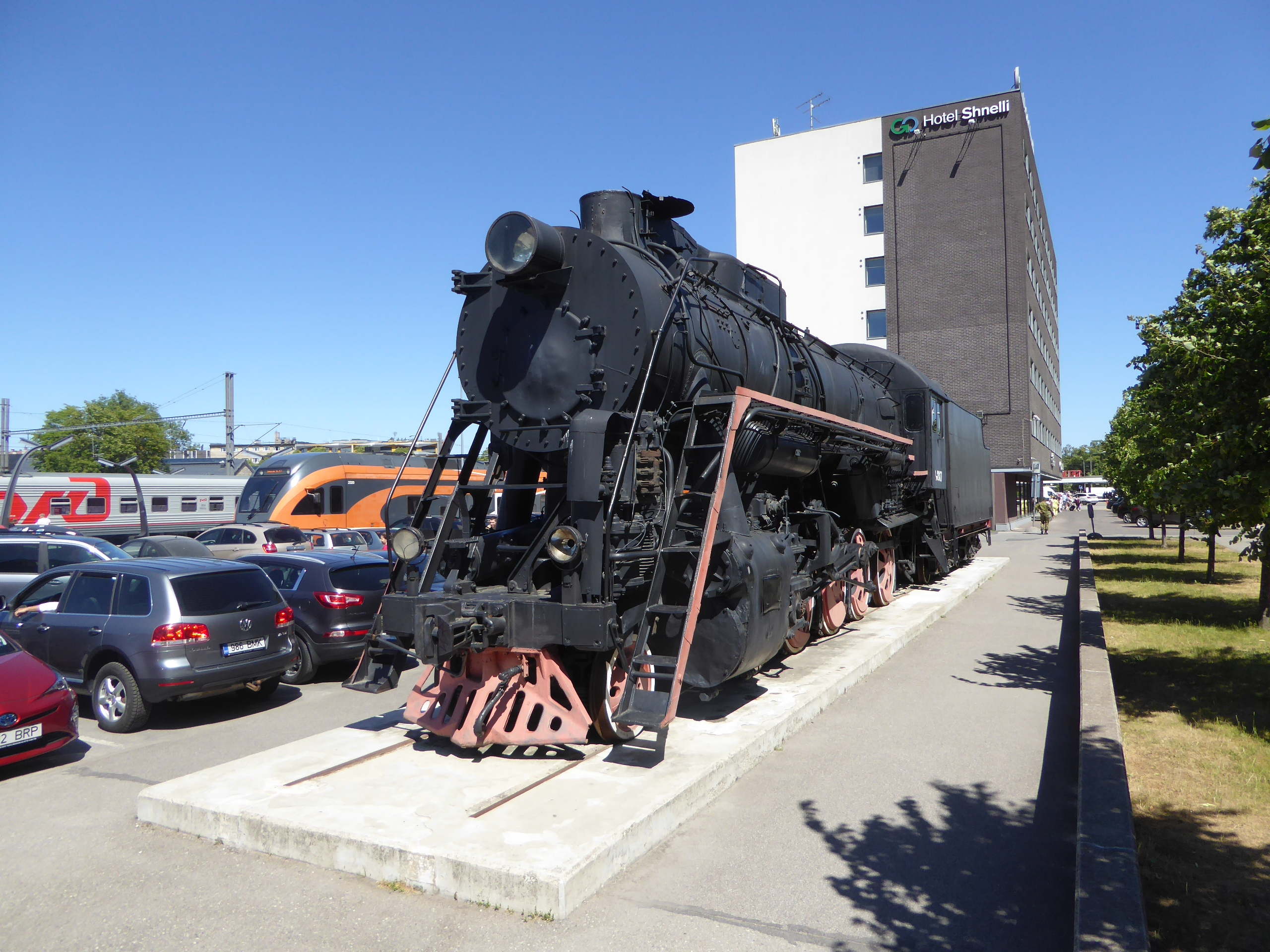
Памятник-локомотив Л-2317, 2018 год

## Направления
С Балтийского вокзала отправляются:
Пригородные электропоезда (оператор Elron)
- Таллин — Пяэскюла
- Таллин — Кейла
- Таллин — Палдиски
- Таллин — Турба
- Таллин — Клоогаранна
- Таллин — Аэгвийду

Дизельные поезда «дальнего следования» (оператор Elron)
- Таллин — Нарва
- Таллин — Нарва (экспресс)
- Таллин — Раквере
- Таллин — Тарту
- Таллин — Тарту (экспресс)
- Таллин — Тарту — Валга (экспресс)
- Таллин — Тарту —  Койдула (—  Пиуза) (экспресс)
- Таллин — Рапла
- Таллин — Тюри
- Таллин — Вильянди
- Таллин — Вильянди (экспресс)

Подвижной состав, обслуживающий маршруты, приписан к депо Пяэскюла.
Международные поезда (ранее обслуживались GoRail)
- Таллин — Москва-Пассажирская (с заездом на Санкт-Петербург-Ладожский, заменён составом ФПК)
- Таллин — Санкт-Петербург-Витебский (отменён)[9]

За день с вокзала отправляется около 140 составов. В советское время ходили пассажирские поезда до Москвы, Ленинграда (Санкт-Петербурга) (отменялся в 2002−2003, 2008—2012 гг., с февраля 2015 г. (Балтийский вокзал Санкт-Петербурга) и с мая 2015 г. (Витебский вокзал)), Хаапсалу и Риги. С 18 мая 2015 года железнодорожное сообщение с Москвой и Санкт-Петербургом прекращено из-за снижения пассажиропотока, а 10 июля того же года восстановлено с заменой состава на состав ФПК и заездом поезда в Санкт-Петербург).
Прямые пассажирские рейсы в Ригу планируется восстановить в рамках проекта «Rail Baltica».